# Gruppo aviazione da difesa meridionale
Il Gruppo aviazione da difesa meridionale era un gruppo di volo del Servizio Aeronautico del Regio Esercito, attivo nella prima guerra mondiale.

## Storia
Il Gruppo, chiamato anche Gruppo squadriglie difesa aerea Italia meridionale, era basato a Roma e disponeva della 103ª Squadriglia di Brindisi e le Sezioni difesa dell'aeroporto di Foligno, Sezione Difesa Jesi, Sezione Difesa Ravenna e Sezione Difesa Rimini-Riccione.
Nel gennaio 1918 era comandato dal maggiore Eginardo Bongiovanni ed aveva le sezioni di Ancona, Jesi e Terni e la 107ª Squadriglia di Roma e la 101ª Squadriglia di Bari.
Viene sciolto il 1º marzo 1918.